# 六姫
六姫（ろくひめ、正保2年（1645年） - 延宝7年12月25日（1680年1月26日））は、岡山藩主池田光政の六女で庶子。母は側室で池田家家臣伝右衛門の三女の国。

## 生涯
六姫は正保2年（1645年）に生まれた。父の光政が正室の勝子（徳川秀忠養女、千姫の娘）を憚ったためか、すでに光政との間に一男五女をもうけていた六姫の母の国は､側室としてすら扱われず、侍女のまま留め置かれた。六姫も、母方の祖父母の伝右衛門夫妻の元で養育された。しかし、六姫が5歳になった春、池田家家老の日置猪右衛門忠明が迎えをよこし、六姫は父の住む江戸の池田屋敷に引き取られることとなった。
万治元年12月18日（新暦1659年1月10日）、六姫は池田家の仕置家老の池田出羽由成の嫡男池田主計由貞の元に嫁いだ。しかし、六姫は異常なほどの嫉妬深さを見せ、夫の由貞を悩ませるようになった。六姫は、由貞が外出しようものなら「どこへ行かれるのですか、お帰りはいつになるのですか?」と詰問した。そして、彼が約束の時間よりも遅れて帰ろうものなら、必ず部屋の中の物の何かが壊されている有様だったという。そのうえ、義妹の熊姫が嫁ぎ先の大石家から里帰りし、兄の由貞と親しく話し合っているのを見つけた途端「主計殿は私の夫です、たとえ妹君といえど親しく話すことはあいなりませぬ」と間に割って入る始末だった。熊姫は泣きながら部屋を出て、両親に訴えたという。
それからは由貞は六姫のために外出を控え、なるべく彼女の側で過ごすようになった。しかし、1年後の彼の憔悴ぶりは、人の口にものぼるほどであったという。それから、ある中秋の頃、由貞は隣の池田伊賀の屋敷から、彼の娘の加与が奏でる琴の音に、ふと聞き入った。本来なら、彼は彼女と結婚するはずだったのだが、忠明が六姫との縁談を推し進めたため、破談になってしまっていたのである。しかし、六姫は彼の顔に懐かしげな表情がよぎるのを見逃さなかった。そして、あの琴を弾いているのは誰かと、彼に激しく問いただした。しかし、由貞はしらをきり、答えなかった。その夜、彼はふと胸苦しさを覚え、目を覚ました。するとそこには、恐ろしい顔をして彼の胸元に短刀を突きつける六姫の姿があった。そして、彼になんとか琴の主の名を白状させようとした。ついに由貞も、あの琴を弾いていたのはただの妹の友人の加与だと釈明した。一応、六姫も納得した。しかし、それから数日後の万治3年8月14日（1660年9月18日）に彼は、あまりの妻の嫉妬深さに耐えかね、逃げ出してしまったのである。しかし、そのうちに彼は出羽の采地である天城（現在の岡山県倉敷市天城）に身を隠していた所を発見され、切腹を申し付けられた。しかし、夫の死を聞いても六姫は「当然じゃ」と言い放ち、涙の一つも見せなかったという。
寛文2年1月1日（1662年2月19日）、六姫は滝川一益の子孫である池田家番頭滝川縫殿の嫡男滝川儀太夫一宗の元に嫁いだ。狩りの獲物を池田屋敷に届けに来た儀太夫を、六姫が見初めたのだという。2人の夫婦仲はむつまじく、寛文6年（1666年）3月には嫡男の与太郎が生まれた。しかし、この子供は2歳で亡くなってしまった。その後、寛文10年（1670年）には娘の吉姫が生まれた。吉姫は、無事に3歳の春を迎えた。六姫は、夫に風邪をひかぬように、早く寝るように注意しようと夫の部屋を訪れた。六姫は儀太夫と登志という女が一緒にいる所を目撃した。逆上した六姫は、床の間の刀掛けにあった小刀を引き抜き、夫を殺害してしまった。登志の悲鳴を聞きつけた家人達は、この惨劇を知った。儀太夫の父の縫殿は口封じのため密かに登志を処分し、忠明には「嫡男儀太夫、乱心の果てに自害、六姫様をお城へお引取り願いたい」と書き送った。

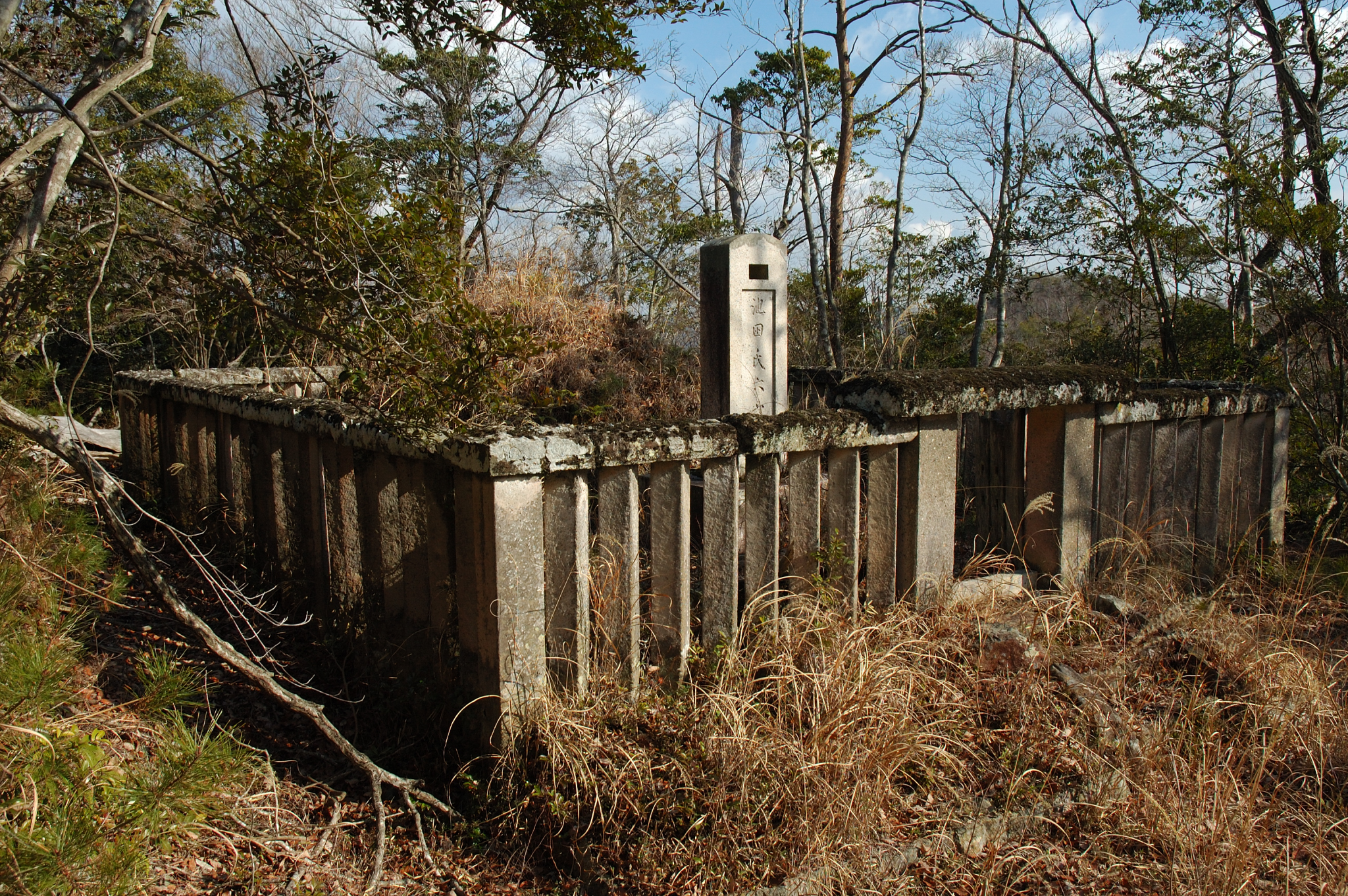
六姫の墓（和意谷）

しかし人々は皆、これが六姫の嫉妬のためだと知っていた。儀太夫が死の前日、謡曲の稽古に出かけた後、何人かの仲間達と旭川の堤沿いを歩いているのを、数人が目撃していたからである。六姫は「鬼姫」と呼ばれるようになった。しかし、六姫は自分の嫉妬から夫の儀太夫を殺めたことを、露ほども悪いとは思っていなかったという。そのうちに、滝川家に置いてきた吉姫を引き取りたいと言い出し、光政は娘の願いをかなえてやった。延宝3年（1675年）に彼は岡山城郭内にある西の丸のすぐ東にある石山に、六姫と吉姫の住む屋敷を建ててやった。この屋敷は｢石山御殿」、六姫は｢石山殿」と呼ばれるようになった。延宝7年（1679年）に六姫は死去した。吉姫は後に、この石山御殿から池田家家臣に嫁いだという。
墓所は和意谷池田家墓所七のお山にある。